# Ишимский сельский округ (Акмолинская область)
Иши́мский се́льский  окру́г (каз. Ешім ауылдық округі) — административная единица в составе Жаксынского района Акмолинской области Республики Казахстан. Административный центр — село Ишимское (расстояние до Астаны — 300 километров, до ближайшей железнодорожной станции Жаксы — 60 км).
С июля 2021 года акимом сельского округа является Борамбаева Диана Сайрановна.

## История
Первый колхоз «Путь к коммунизму» был образован в 1951 — 1957 гг. Председателем колхоза был Минаков Иван Павлович.
В тот период посевная площадь составляла 4 тысячи гектаров. Благодаря освоению целинных и залежных земель посевная площадь к 1957 году составила 26 тысяч гектаров. В 1957 году колхоз «Путь к коммунизму» преобразован в совхоз «Ишимский». Первый директор совхоза — Ф. М. Берда. С 1969 года по 1989 год директором совхоза был Брали Нуртазин. Первым председателем сельского совета был Рахимбек Шалгимбаев.
По состоянию на 1989 год существовал Ишимский сельсовет (сёла Ишимка, Казахстан, Кызылту, Монастырка) в составе Кийминского района.
Совместным решением Акмолинского областного маслихата и акимата Акмолинской области от 29 сентября 2006 года было принято решение ликвидировать переименованное в село Баубек Батыра село Кызылту, включив его в состав села Ишимское.

## Население
| Численность населения округа | Численность населения округа | Численность населения округа |
| 1989                         | 1999                         | 2009                         |
| ---------------------------- | ---------------------------- | ---------------------------- |
| 2 443                        | 2 429                        | 1 579                        |

## Состав
В нынешний момент в состав сельского округа входит 3 населённых пункта:
| Населённый пункт | Тип населённого пункта       | Население, человек (1989) | Население, человек (1999) | Население, человек (2009) |
| ---------------- | ---------------------------- | ------------------------- | ------------------------- | ------------------------- |
| Баубек Батыра    | село (бывшее)                | 178                       | 108                       | -                         |
| Ишимское         | административный центр, село | 1 917                     | 1 603                     | 1 277                     |
| Казахстан        | село                         | 338                       | 316                       | 83                        |
| Монастырка       | село                         | 563                       | 402                       | 219                       |

## Промышленность
На сельский округ приходится 3 ТОО , 27 крестъянских хозяйств, 45 индивидуальных предпринимателей, 11 магазинов, 1 аптека, 1 кафе.

## Объекты округа

### Объекты образования
На территории округа  расположены 1 школа - Ишимская средняя школа с казахским и русским языком обучения и 1 начальная школа в селе Монастырка.

### Объекты здравоохранения
В селе Ишимское медицинское обслуживание осуществляет Ишимский ФП, который обслуживают 2 медицинских работника.

### Объекты культуры
На территории округа расположена 1 сельская библиотека. Ишимская сельская библиотека находится в здании сельского акимата.

## Транспорт
Функционирует автобусный транспорт по следующим маршрутам:
- Астана — Державинск
- Ишимка — Жаксы
- Ишимка — Атбасар
- Кокшетау — Державинск

Общая протяженность автомобильной дороги, связывающий (центр сельского округа) с райцентром - 80 км. Ближайшая железнодорожная станция – станция Жаксы.